# 시바하시촌 (니가타현)
시바하시촌(柴橋村)은 니가타현 기타칸바라군에 설치되었던 촌이다. 현재의 다이나이시에 해당한다.